# Exocentrus rufosuturalis
Exocentrus rufosuturalis là một loài bọ cánh cứng trong họ Cerambycidae.